# Alexandre Furcy Védel
Alexandre Furcy Poulet, dit Védel, né le 30 septembre 1783 à Paris et mort le 11 janvier 1873 à Paris 16e, est un acteur et directeur de théâtre français.

## Biographie
Fils d’un correspondant des théâtres, il a pris le nom de scène de « Védel », à la suite des plaisanteries que son patronyme gallinacé ne cessait de lui attirer, à ses débuts dans la carrière théâtrale. Il a commencé une carrière de tragédien au théâtre de la rue Culture-Sainte-Catherine et en Russie, puis de comédien à Londres.
Revenu en France, il remplace son père comme correspondant aux théâtres avant d’entrer à la Comédie-Française comme souffleur, puis comme caissier. Cette dernière place lui vaut d’être nommé directeur-gérant, à la révocation de Jouslin de La Salle, le 31 janvier 1837. Son premier soin est de renouveler le contrat de Mademoiselle Mars. Ensuite, il réunit l’Odéon au Théâtre-Français, puis découvre et engage Rachel, qui multiplie par dix les ventes de sa billetterie en une seule soirée, lors de la reprise du rôle d'Esther de Racine, le 28 février 1839.
En butte à l’hostilité des sociétaires, il donne sa démission, le 5 mars 1840, et il est remplacé, le 5 mars 1840, par François Buloz, qui exerçait déjà les fonctions de commissaire royal depuis 1838.

## Jugements
« M. Védel est l’homme le plus heureux du monde.... parce qu’il a brisé l’horrible joug auquel il était attaché depuis trois ans ; parce qu’il est délivré à tout jamais de cette œuvre de ténèbres, et qu’il n’a plus rien de commun avec ces amours-propres féroces, avec ces talens négatifs, ces vieillesses de tout genre.... Il s’est retiré, parce qu’il n’a pas voulu être le valet des sociétaires, ni les gouverner malgré eux. »

— Jules Janin

## Publications
- Notice sur Rachel, Paris, Napoléon Chaix, 1859, 80 p., in-8º (lire en ligne sur Gallica).